# Karen Phillips
Pour les articles homonymes, voir Phillips.
Karen Phillips, née le 4 mai 1966 à Nowra-Bomaderry, est une nageuse australienne.

## Palmarès

### Jeux olympiques
- Los Angeles 1984
  -  Médaille d'argent en 200m papillon[1].